# Flugplatz Wolfhagen-Graner Berg

i7
i11
i13

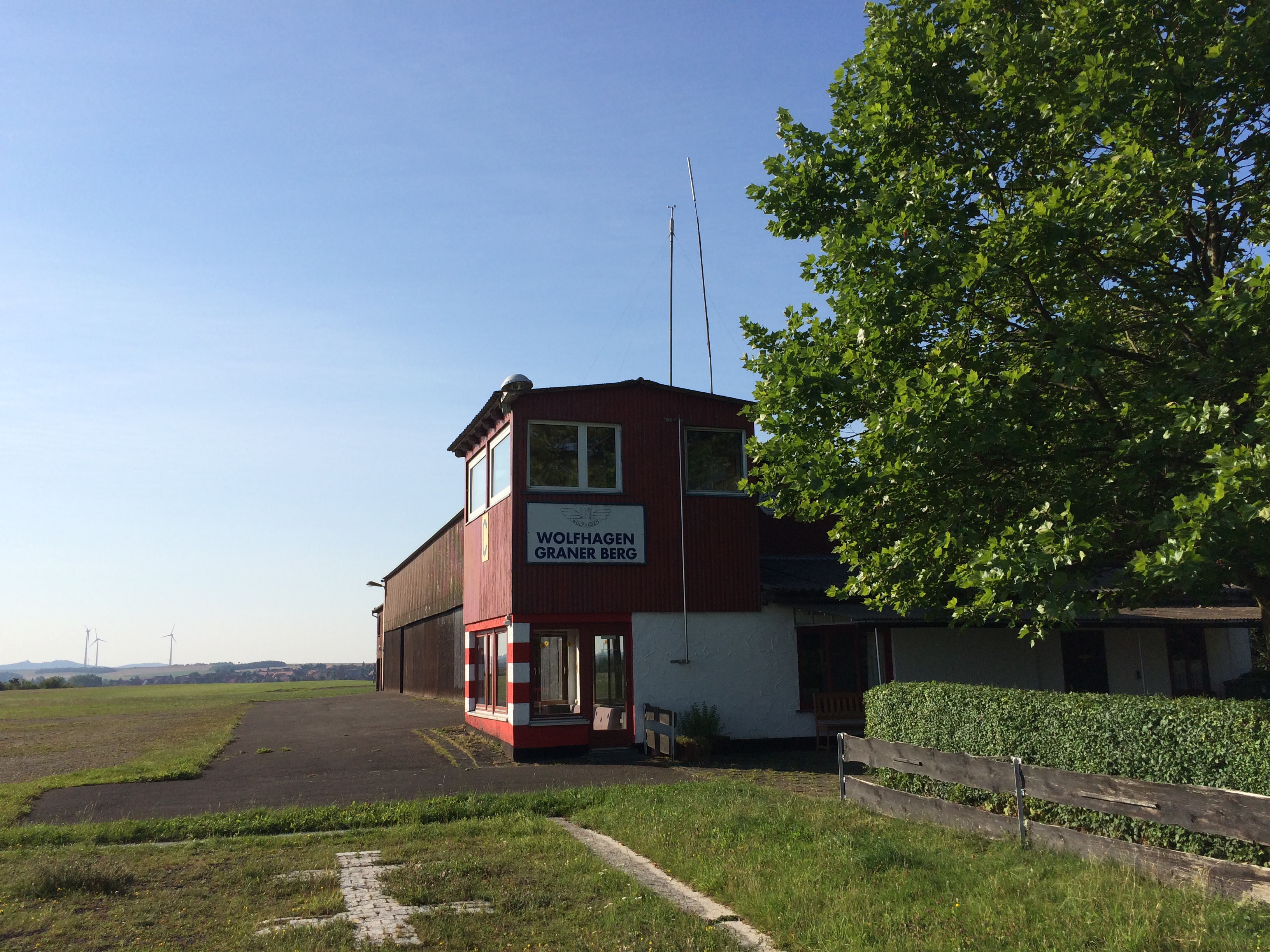
Turm auf dem Flugplatz

Der Flugplatz Wolfhagen-Graner Berg (ICAO-Code: EDGW) ist ein Sonderlandeplatz auf dem Graner Berg in Hessen. Er wird durch die Luftsportvereinigung Wolfhagen e. V. betrieben.

## Lage
Der Flugplatz liegt etwa 2,5 km südlich von Wolfhagen im Landkreis Kassel.

## Flugbetrieb
Der Flugplatz Wolfhagen-Graner Berg hat keine geregelten Öffnungszeiten (PPR). Er ist zugelassen für Segelflugzeuge, Motorsegler, Ultraleichtflugzeuge, Motorflugzeuge bis 2000 kg Gesamtabflugmasse sowie Hubschrauber bis 5700 kg Gesamtabflugmasse. Segelflugzeuge starten per Flugzeugschlepp. Der Flugplatz verfügt über eine 500 m lange Start- und Landebahn aus Gras.

## Geschichte
Die Hochfläche des Graner Bergs wurde bereits in den 1940er Jahren vom Nationalsozialistischen Fliegerkorps (NSFK) genutzt. Im Jahr 1950 wurde die Luftsportvereinigung Wolfhagen gegründet. Seit 1951 liegt auf der Erhebung östlich des Gipfels auf 313 m Höhe der Flugplatz Wolfhagen-Graner Berg. Für die Anlage des Flugplatzgeländes wurden etwa 30.000 m³ Erde und Bauschutt durch belgische Pioniersoldaten angefahren und planiert. Am 1. Oktober 1951 fand der erste Flugtag vor mehr als 5000 Zuschauern statt.